# Kim Jong-il (atleta)
Kim Jong-il (김종일 en coreano) (nacido el 11 de septiembre de 1962), a veces escrito Kim Yong-il para evitar la confusión con el expresidente de Corea del Norte; es un exatleta surcoreano de salto de longitud y carreras de relevos, más conocido por haber ganado dos medallas de oro en los Juegos Asiáticos. También compitió en los Juegos Olímpicos en dos ocasiones, y fue el primer atleta de Corea del Sur en llegar a una ronda final en los Juegos Olímpicos, su mejor salto personal fue de 8 metros, logrado en agosto de 1988. Después de retirarse como atleta activo, se dirigió a una carrera en el entrenamiento y académicos.

## Carrera en el atletistmo
Kim Jong-il nació el 11 de septiembre de 1962, y es nativo de Jincheon. Se convirtió en miembro de la pista nacional y el equipo de campo en 1979, y el primero en hacer su marca a nivel internacional, al ganar la medalla de oro en salto de longitud en los Juegos Asiáticos de 1982 en Nueva Delhi, su salto de 7,94 metros fue el segundo mejor resultado de los Juegos Asiáticos, solo por detrás del sato ganador de 8,07 metros de T. C. Yohannan en 1974. Kim venció a Liu Yuhuang con un estrecho margen de 5 centímetros, y a Junichi Usui con 7 centímetros.
Dos años después, Kim participó en Los Ángeles 1984. Entrando en la fase de clasificación en la competición de salto de longitud, donde se tendría que terminar entre los primeros doce o lograr al menos 7,9 metros para llegar a la final, Kim comenzó su competencia con un salto no válido. Su segundo salto midió 7,67 metros, en un viento en contra de 2,5 m/s, lo cual no fue suficiente para el progreso. Sin embargo, con su último salto de clasificación midió 7,87 metros, terminó noveno en total, por lo que pasó a la final, junto con sus compañeros asiáticos Junichi Usui (8,02 metros) y Liu Yuhuang (7,83 metros).  En la ronda final, Kim abrió con saltos de 7,76 y 7,81 metros. El último salto lo ubicó en el octavo lugar, el umbral necesario para obtener otros tres saltos después de los tres primeros. El no poder sacar provecho de esta oportunidad, con dos saltos de 7,77 y 7,59, así como dos faltas que permaneció en el octavo lugar. Sin embargo, fue el primer atleta de Corea del Sur en llegar a una ronda final en los Juegos Olímpicos.
En enero de 1985, Kim participó en la inauguración de los Juegos Mundiales en Pista Cubierta en París. Aquí, terminó en el undécimo lugar con 7,31 metros. Solo cuatro días antes había saltado 7,84 metros en una reunión en Osaka. En 1986, Kim trataría de defender su medalla de oro en los Juegos Asiáticos de 1986, que en esta ocasión se celebrarían en Seúl, la capital de su país natal. Kim saltó de nuevo 7,94 metros, lo que fue suficiente para ganar la medalla de oro, 2 centímetros por delante de Junichi Usui y 14 centímetros por delante de Chen Zunrong. Kim también entró en el equipo surcoreano en las carreras de relevos de 4 × 100 metros, y finalmente, ganó una medalla de bronce. De 1986 a 1987 vivió en Estados Unidos para entrenar con el Houston Cougars de la Universidad de Houston.
En agosto de 1988, Kim logró su mejor resultado en la vida, saltando 8 metros en un preolímpico en Seúl. En los Juegos Olímpicos de Seúl 1988, Kim entró de nuevo en la competición de salto de longitud. Su serie de 7,36, 7,68 y 7,7 metros lo ubicó decimosexto en total, por lo que no pudo llegar a la ronda final de este tiempo. El último partido de la final fue 7,77 metros, el único atleta asiático que llegó a la última ronda fue el chino Pang Yan. Entre los que no lograron llegar a la final fueron Chen Zunrong, Junichi Usui (con tres faltas), así como los canadienses Bruny Surin y Glenroy Gilbert que se convertirían en campeones olímpicos de carreras de relevos en Atlanta 1996.
Kim participó luego sin éxito en 1989 en el Campeonato Mundial de Atletismo en Pista Cubierta en Budapest. Su última gran competición internacional fue en los Juegos Asiáticos de 1990 en Pekín, terminando en cuarto lugar en salto de longitud.

## Coachingy carrera académica
Kim tuvo una licenciatura en educación física en la Universidad de Dong-a en 1986. Teniendo luego que trasladarse a Estados Unidos,  tomó el título de maestría en la Universidad Estatal de Washington en 1993. Permaneció allí para completar su tesis doctoral en 1996. En el año académico 1997-1998, Kim trabajó en el Calvin College, donde se graduó como profesor de educación física, recreación, danza y el departamento de deportes, así como entrenador en jefe de pista de los hombres y el equipo de campo. En 2002 también se hizo cargo del puesto de entrenador en jefe para el equipo femenino. A partir del año académico 2010-2011 es entrenador asistente en el programa de fútbol femenino y ya no de los entrenadores de atletismo.
Sus honores como entrenador incluyen la selección de la NCAA, entrenador de la III División Nacional de la Mujer del Año en 2002 y 2003. En 2003 también fue nombrado Entrenador del Año de los hombres. Fue el primer entrenador en ganar ambos premios en el mismo año.